# Chassalia richardii
Chassalia richardii är en måreväxtart som beskrevs av Cornelis Eliza Bertus Bremekamp. Chassalia richardii ingår i släktet Chassalia och familjen måreväxter. Inga underarter finns listade i Catalogue of Life.